# Вальрам II (граф Нассау)
Вальрам II Нассау (нидерл. Walram II van Nassau, нем. Walram II von Nassau; ок. 1220 — 24 января 1276) — граф Нассау в 1247—1255 годах, граф Нассау-Вайльбурга, Идштейна и Висбадена с 1255 года. Основатель так называемой «Вальрамской линии» Нассауского дома.

## Биография
Вальрам был старшим сыном графа Генриха II Нассауского (ок. 1190—1250) и Матильды Гельдернской. Он был главным маршалом и командующим конницы на службе германского императора Рудольфа I Габсбурга.
Примерно в 1247 году граф Генрих II Нассауский отрекся от власти, передав правление своим сыновьям Вальраму и Оттону. Вскоре между ними началась вражда из-за отцовского наследства. 17 декабря 1255 года братья Вальрам и Оттон заключили между собой соглашение от разделе Нассауского графства на две части. Вальрам получил во владение отцовские земли к югу от реки Лан, включая Висбаден, Идштайн, Зонненберг и Вайльбург, а его младший брат, Оттон, стал владеть Зигеном, Дилленбургом, Хадамаром, Херборном и Хайгером.
Вальрам Нассауский находился в постоянном конфликте с трирским архиепископом, который захватил несколько областей первого (Нидер-Ланштайн, Пфаффенхофен и Фаллендар). Также он продолжал пограничную борьбу против ландграфства Гессен.
Вальрам фон Нассау скончался 24 января 1276 года, как утверждали, от умопомешательства.

## Семья и дети
В 1250 году Вальрам женился на Адельгейде фон Катценельнбоген (ум. 22 февраля 1288), дочери графа Дитера IV фон Катценельнбоген (ум. 1276). Супруги имели следующих детей:
- Матильда, умерла в детстве
- Имагина (ум. до 1276), возможно, была замужем за Фридрихом Лихтенбергом
- Дитрих (ум. 1307), архиепископ и курфюрст Трирский (1300—1307)
- Адольф (ок. 1250—1298), граф Нассау (с 1276), король Германии с 1292 по 1298 год.
- Руперт (ум. ок. 1305), умер ребёнком
- Вальрам (ум. ок. 1324), умер ребёнком
- Рихардис (ум. 1311), монахиня в Кларентале.